# Krunoslav Jajetić
Krunoslav Jajetić (Koprivnica, 13. rujna 1954.), hrvatski nakladnik i urednik

## Životopis
Rođen je 1954. godine. Otac je radio u knjižari, a mati je mnogo čitala. Puštao je glazbu na lokalnom radiju i kao DJ u diskoklubu, organizirao koncerte, pa čak i objavljivao neke kasete i ploče. Kao student maštao je o svojoj knjižari. Diplomirao je naftno rudarstvo. Zaposlio se u INA-Naftaplinu u kojem je radio desetak godina. Zatim je sa suprugom Sašom pokrenuo tvrtku Šareni dućan koja je isprva trebala biti samo knjižara. Procijenili su da ne bi mogli opstati samo s knjigom pa su koncepciju proširili na knjižarsko-glazbeno-darovni dućan. Na glazbenom području okrenuli su se lokalnim glazbenicima. Tri su specifičnosti njihove tvrtke: opći popkulturni profil, objavljuju uz knjige i stripove i CD-e (Blind Dog Records). Jajetić je glavni urednik Šarenog dućana.  Godine 2010. dobio je Nagradu Kiklop za urednika godine.